# Saulxerotte
Saulxerotte est une commune française située dans le département de Meurthe-et-Moselle en région Grand Est.

## Géographie
Le territoire communal d'une superficie de 316 hectares n’est arrosé que par une source dont les résurgences se jettent dans un affluent de la Velle. D'après les données Corine land Cover, il comportait en 2011, 35 % de forêts, 41 % de zones agricoles, 16 % de prairies et milieux arbustifs et 8 % de zones urbanisées. Il est desservi par la route départementale n° 120. Le ban communal forme une quasi-enclave dans le territoire de la commune de Favières.

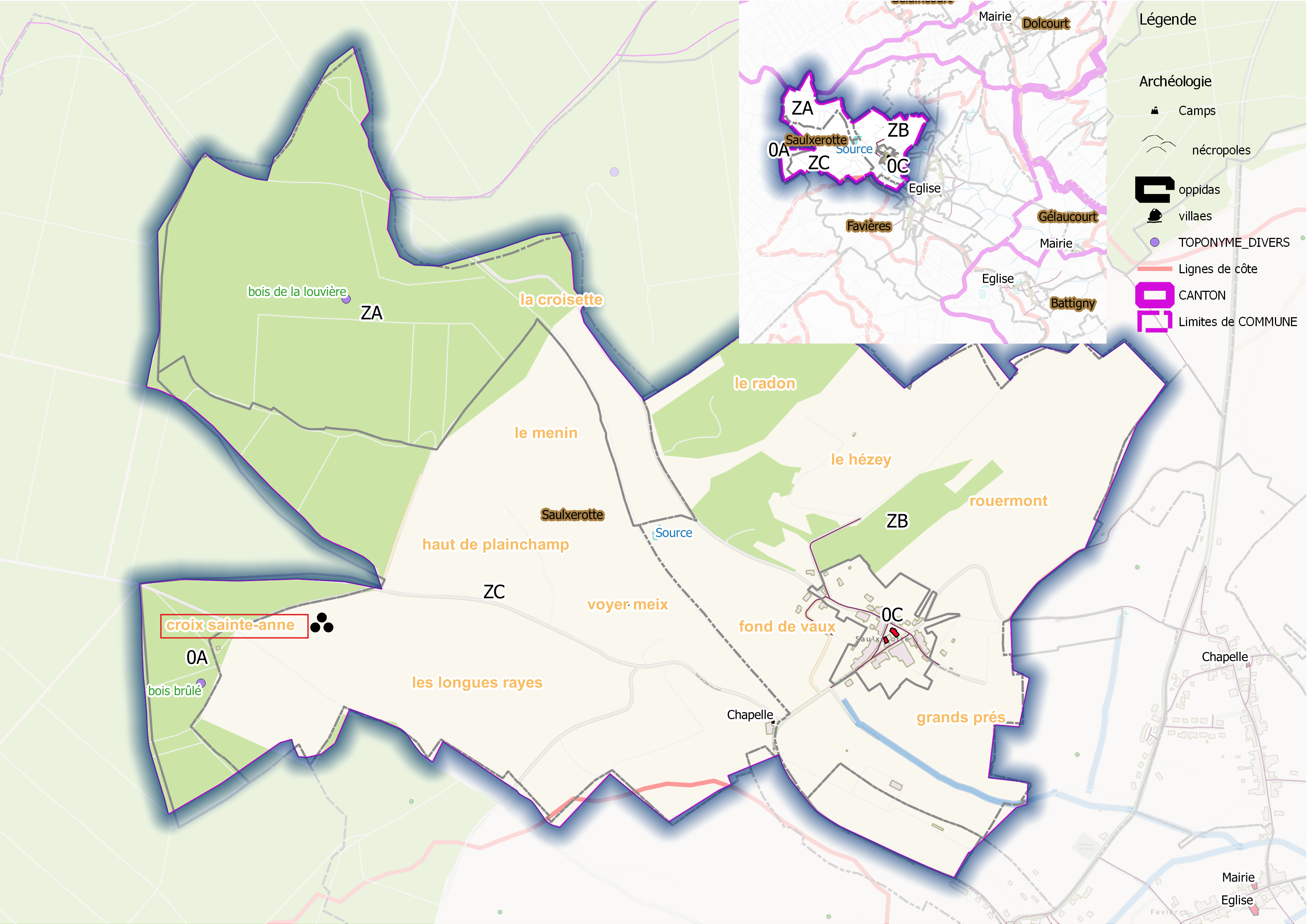
Fig. 1 - Saulxerotte (ban communal).

| Favières | Selaincourt | Favières |
| Favières | Saulxerote  | Favières |
| Favières | Favières    | Favières |

### Hydrographie
La commune est traversée par la ligne de partage des eaux entre les bassins versants du Rhin et de la Meuse au sein du bassin Rhin-Meuse. Elle n'est drainée par aucun cours d'eau,.

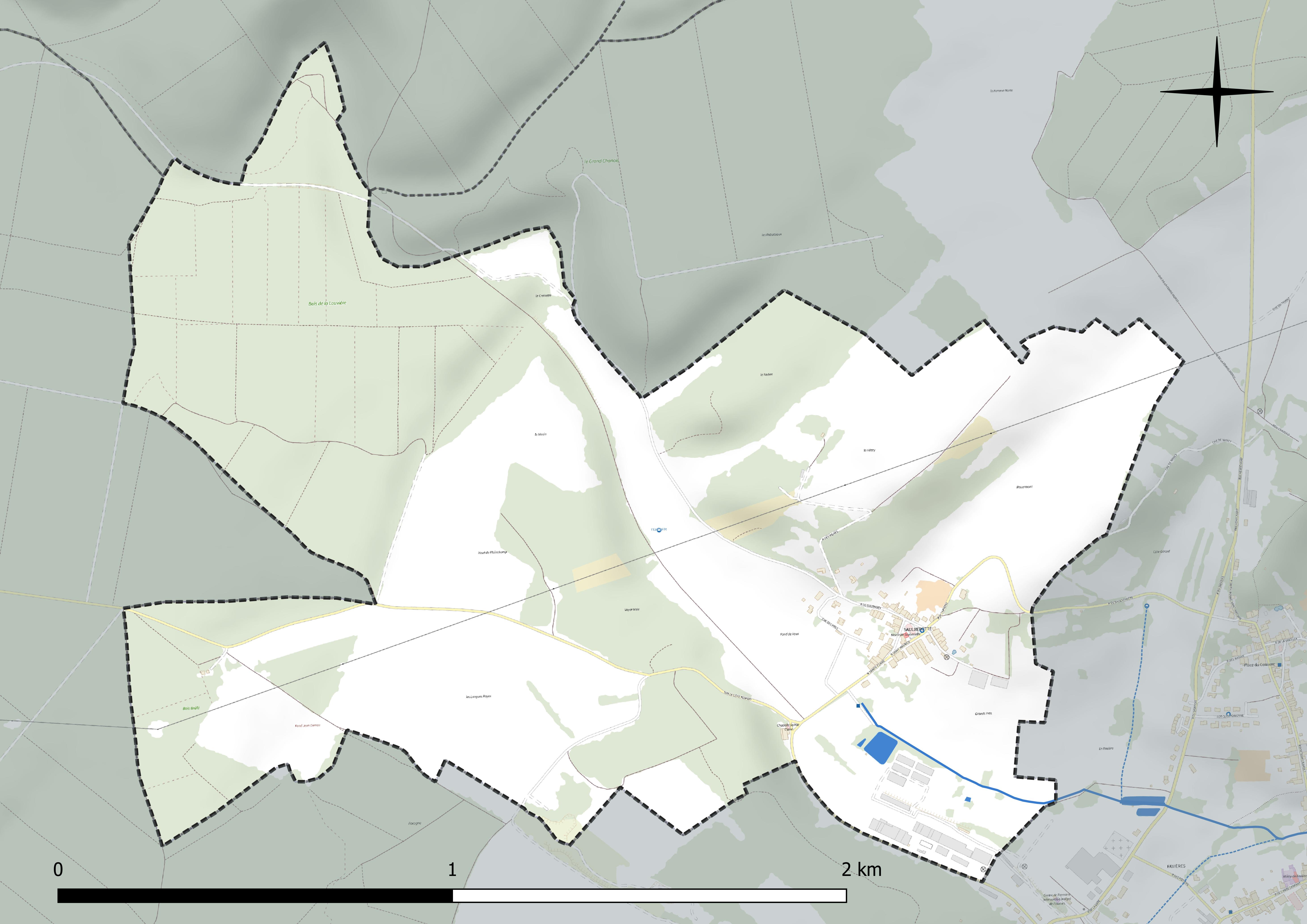
Réseau hydrographique de Saulxerotte.

### Climat
Pour des articles plus généraux, voir Climat du Grand Est et Climat de Meurthe-et-Moselle.
En 2010, le climat de la commune est de type climat de montagne, selon une étude du Centre national de la recherche scientifique s'appuyant sur une série de données couvrant la période 1971-2000. En 2020, Météo-France publie une typologie des climats de la France métropolitaine dans laquelle la commune est exposée à un climat océanique altéré et est dans la région climatique  Lorraine, plateau de Langres, Morvan, caractérisée par un hiver rude (1,5 °C), des vents modérés et des brouillards fréquents en automne et hiver. 
Pour la période 1971-2000, la température annuelle moyenne est de 9,3 °C, avec une amplitude thermique annuelle de 17 °C. Le cumul annuel moyen de précipitations est de 917 mm, avec 12,4 jours de précipitations en janvier et 9,5 jours en juillet. Pour la période 1991-2020, la température moyenne annuelle observée sur la station météorologique de Météo-France la plus proche, « Nancy-Ochey », sur la commune d'Ochey à 13 km à vol d'oiseau, est de 10,5 °C et le cumul annuel moyen de précipitations est de 810,4 mm. 
La température maximale relevée sur cette station est de 39,6 °C, atteinte le 25 juillet 2019 ; la température minimale est de −19,1 °C, atteinte le 12 janvier 1987,,. 
Les paramètres climatiques de la commune ont été estimés pour le milieu du siècle (2041-2070) selon différents scénarios d'émission de gaz à effet de serre à partir des nouvelles projections climatiques de référence DRIAS-2020. Ils sont consultables sur un site dédié publié par Météo-France en novembre 2022.

## Urbanisme

### Typologie
Au 1er janvier 2024, Saulxerotte est catégorisée commune rurale à habitat dispersé, selon la nouvelle grille communale de densité à sept niveaux définie par l'Insee en 2022.
Elle est située hors unité urbaine. Par ailleurs la commune fait partie de l'aire d'attraction de Nancy, dont elle est une commune de la couronne,. Cette aire, qui regroupe 353 communes, est catégorisée dans les aires de 200 000 à moins de 700 000 habitants,.

### Occupation des sols
L'occupation des sols de la commune, telle qu'elle ressort de la base de données européenne d’occupation biophysique des sols Corine Land Cover (CLC), est marquée par l'importance des forêts et milieux semi-naturels (46,9 % en 2018), une proportion identique à celle de 1990 (46,9 %). La répartition détaillée en 2018 est la suivante : 
terres arables (41,1 %), forêts (35,3 %), milieux à végétation arbustive et/ou herbacée (11,7 %), zones urbanisées (8,3 %), prairies (3,7 %). L'évolution de l’occupation des sols de la commune et de ses infrastructures peut être observée sur les différentes représentations cartographiques du territoire : la carte de Cassini (XVIIIe siècle), la carte d'état-major (1820-1866) et les cartes ou photos aériennes de l'IGN pour la période actuelle (1950 à aujourd'hui).

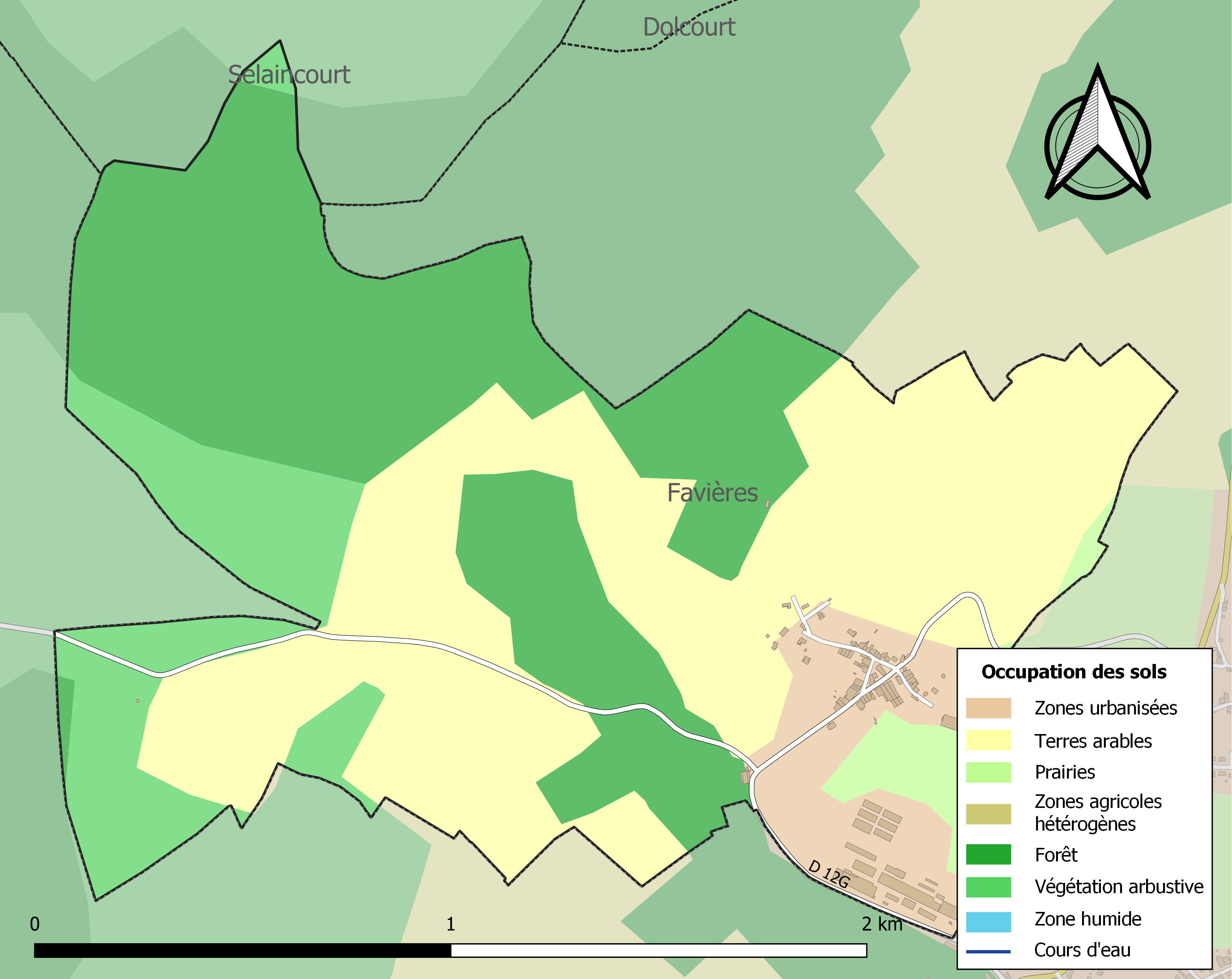
Carte des infrastructures et de l'occupation des sols de la commune en 2018 (CLC).

## Toponymie
Le nom de la localité est attesté sous les formes Nova villa construenda apud Sauxurettes (1242) ; Sauxuretæ Sauzuretæ (1402) ; Xauxerate (1408) ; Sauxerettes Sauxerette (1487) ; Saxerettes (1500) ; Sauxerotte (1550) ; Sauxerottes (1600) dans le dictionnaire topographique de la Meurthe.

Ancien nom de lieu de Saulxures-lès-Vannes avec le suffixe diminutif -ettes, puis le diminutif -otte.
Issu de salsus ou de salsa, dérivé de sel. Le vieux haut germanique employait sulza pour désigner l'eau salée. Les sources salées ont donné Saulxures et Saulxerotte.

La Lorraine est une région riche en sel, Saulxures-lès-Vannes et Saulxerotte rappellent les mines proches de sel gemme.

## Histoire
Ce Village fut fondé en 1242 par Hugues, comte de Vaudémont. En effet comme le rapporte Charles Edmond Perrin dans un article du Pays lorrain au sujet des cérémonies de 1866 :
«.C'est une ville neuve qui a été fondée en vertu d'un traité d'accompagnement, conclu en 1242 entre l'abbaye touloise de Saint-Mansuy, seigneur du lieu, et le comte Henri de Vaudémont, agissant peut-être en qualité d'avoué de l'abbaye. Les deux contractants déclarent s'associer pour fonder une neuve ville à Sauxuretes, près de Favières, selon la coutume de Beaumont...» 

## Politique et administration

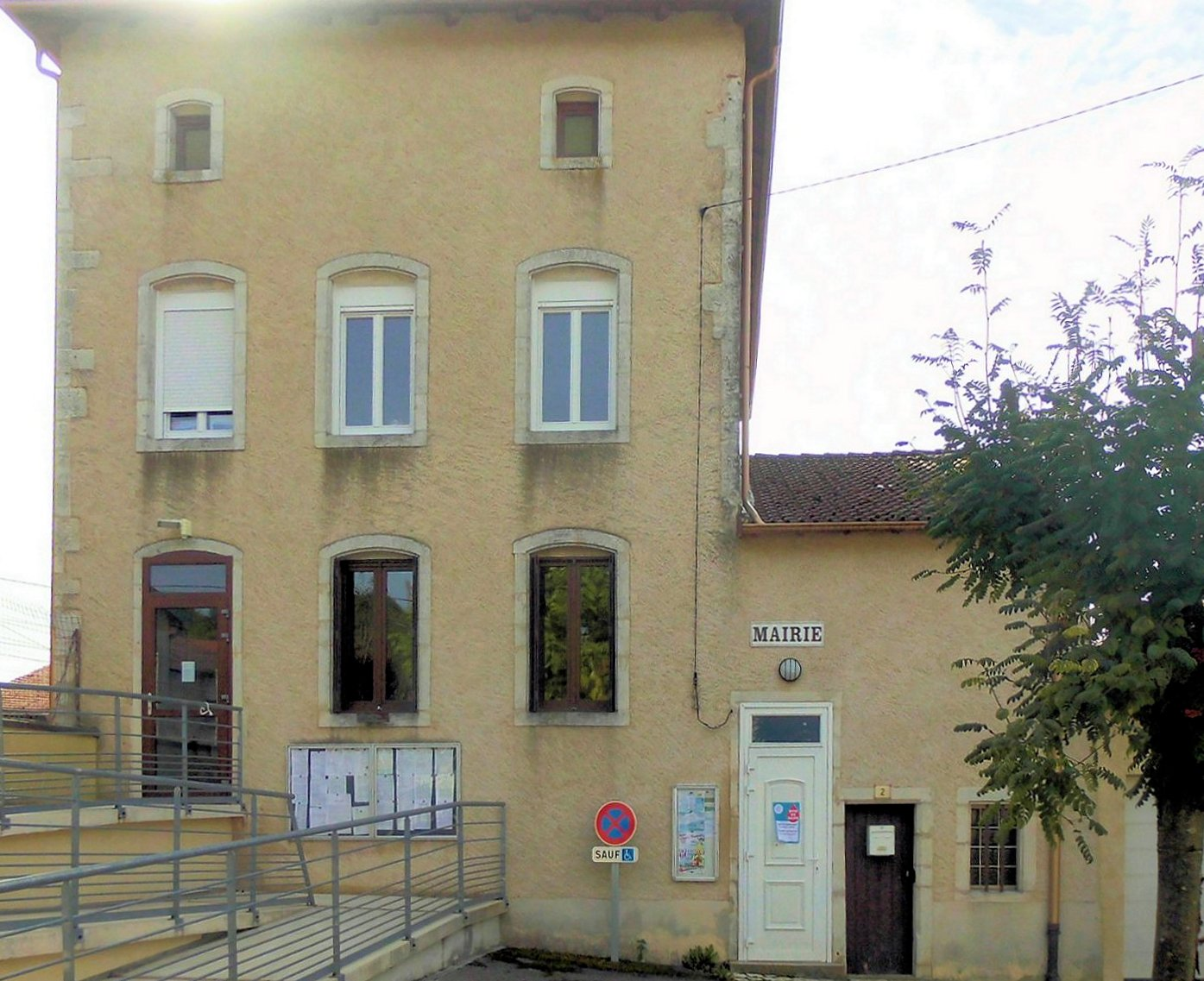
La mairie.

## Population et société

### Démographie
L'évolution du nombre d'habitants est connue à travers les recensements de la population effectués dans la commune depuis 1793. Pour les communes de moins de 10 000 habitants, une enquête de recensement portant sur toute la population est réalisée tous les cinq ans, les populations de référence des années intermédiaires étant quant à elles estimées par interpolation ou extrapolation. Pour la commune, le premier recensement exhaustif entrant dans le cadre du nouveau dispositif a été réalisé en 2004.

En 2022, la commune comptait 101 habitants, en évolution de −8,18 % par rapport à 2016 (Meurthe-et-Moselle : −0,13 %, France hors Mayotte : +2,11 %).
| 1793 | 1800 | 1806 | 1821 | 1831 | 1836 | 1841 | 1846 | 1851 |
| ---- | ---- | ---- | ---- | ---- | ---- | ---- | ---- | ---- |
| 545  | 255  | 260  | 244  | 260  | 266  | 262  | 284  | 249  |

| 1856 | 1861 | 1872 | 1876 | 1881 | 1886 | 1891 | 1896 | 1901 |
| ---- | ---- | ---- | ---- | ---- | ---- | ---- | ---- | ---- |
| 206  | 225  | 194  | 163  | 199  | 143  | 147  | 144  | 138  |

| 1906 | 1911 | 1921 | 1926 | 1931 | 1936 | 1946 | 1954 | 1962 |
| ---- | ---- | ---- | ---- | ---- | ---- | ---- | ---- | ---- |
| 131  | 103  | 91   | 81   | 67   | 80   | 88   | 69   | 69   |

| 1968 | 1975 | 1982 | 1990 | 1999 | 2004 | 2006 | 2009 | 2014 |
| ---- | ---- | ---- | ---- | ---- | ---- | ---- | ---- | ---- |
| 56   | 59   | 50   | 71   | 80   | 68   | 60   | 84   | 99   |

| 2019 | 2022 | - | - | - | - | - | - | - |
| ---- | ---- | - | - | - | - | - | - | - |
| 101  | 101  | - | - | - | - | - | - | - |

## Économie
L'abbé Grosse indique quelques statistiques en 1836 pour cette commune, ainsi :
« Territ. : 509 hect., dont 351 en forêts, 103 en labours, 8 en prés, et 6 hect. non imposables.. »
confirmant l'aspect rural de l'économie du XIXe siècle, mais aussi l'absence d'une culture même modeste de la vigne, en contradiction avec la notice de H. Lepage qui indique 3 hectares de culture de vigne en 1862.

### Secteur primaire ouAgriculture
Le secteur primaire comprend, outre les exploitations agricoles et les élevages, les établissements liés à l’exploitation de la forêt et les pêcheurs. D'après le recensement agricole 2010 du Ministère de l'agriculture (Agreste), la commune de Saulxerotte était majoritairement orientée sur la polyculture et le poly - élevage (auparavant même production ) sur une surface agricole utilisée d'environ 263 hectares (surface cultivable communale) en nette augmentation depuis 1988 - Le cheptel en unité de gros bétail s'est maintenu de 148 à 158 entre 1988 et 2010. Il n'y avait plus que 1 (2 en 1988) exploitations agricoles ayant son/leur siège dans la commune employant 3 unités de travail (jusqu'à 5 auparavant).

## Culture locale et patrimoine

### Lieux et monuments
- Église Saint-Maurice XVe siècle à plan en croix latine.
- Chapelle Sainte-Claire, à l'écart du village.

### Héraldique, logotype et devise
| Blason de Saulxerotte | Blason  | D'or au léopard de gueules ; au chef d'azur chargé de trois molettes de dix rais d'or ; le tout enfermé dans une bordure de sinople. |
| Blason de Saulxerotte | Détails | Le statut officiel du blason reste à déterminer.                                                                                     |